# San Antonio (Arauco)
San Antonio es un distrito urbano integrado a la localidad de Aimogasta, cabecera del departamento Arauco, en el norte de la provincia de La Rioja, Argentina.
Cuenta con una escuela pública de nivel inicial. En San Antonio se encuentra el Hospital Zonal, que brinda servicios de salud de mediana complejidad a todo el distrito.

## Población
Junto con Machigasta, integra el aglomerado urbano de la ciudad de Aimogasta, que cuenta con una población de 12,249 habitantes (Indec, 2010).
Si bien San Antonio presenta características netamente urbanas, la mayor parte de las unidades son pequeñas parcelas donde se desarrolla el cultivo de olivos, en las cuales están construidas las viviendas. El hecho de que el barrio no presente un diseño de cuadrículas sino que el trazado de las calles sea en parte irregular, presupone un antecedente semirrural de cultivos en pequeña escala.

## Sismicidad
La sismicidad de la región de La Rioja es frecuente y de intensidad baja, y un silencio sísmico de terremotos medios a graves cada 30 años en áreas aleatorias.